# Оппиц

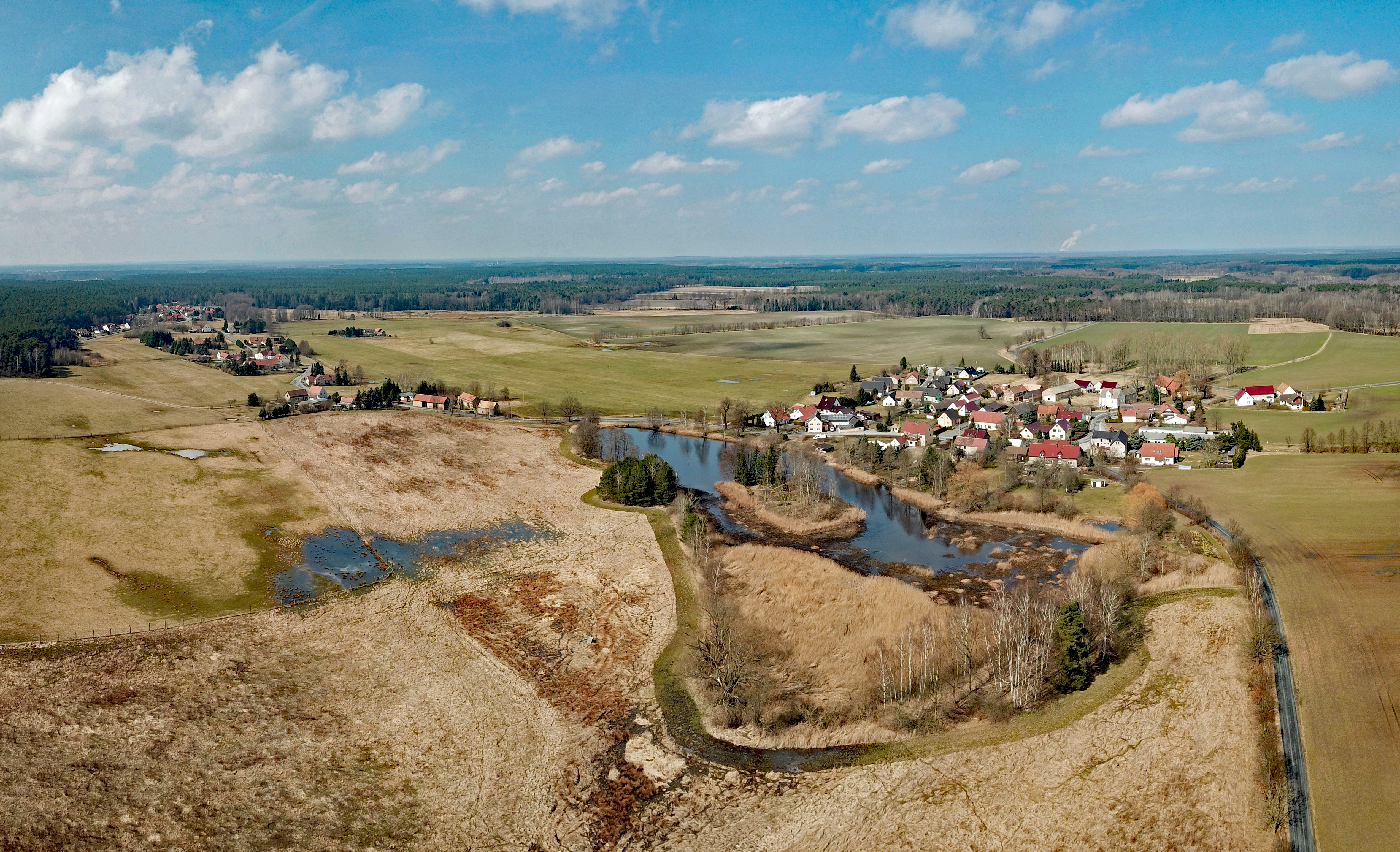

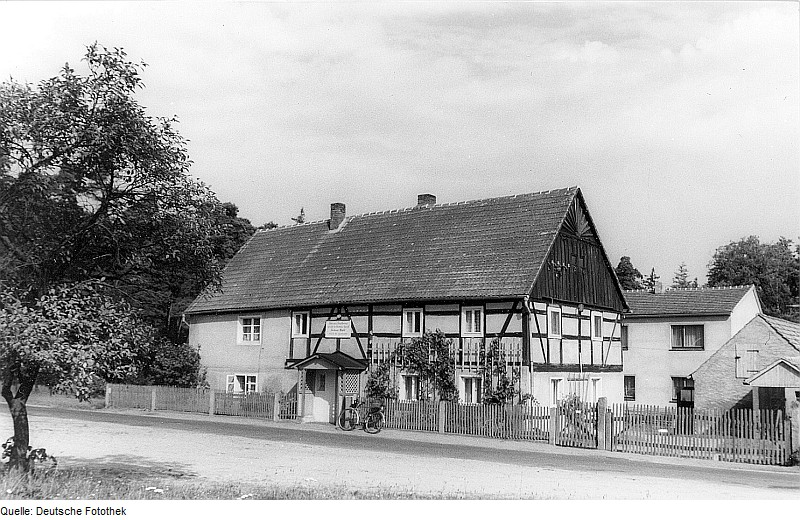

О́ппиц или Псо́ве (нем. Oppitz; в.-луж. Psowje) — деревня в Верхней Лужице, Германия. Входит в состав коммуны Кёнигсварта района Баутцен в земле Саксония. Подчиняется административному округу Дрезден.

## География
Находится на обоих берегах Клайн-Шпрее на самом востоке коммуны в южной части района Лужицких озёр примерно в 6 километрах восточнее от административного центра коммуны Кёнигсварта. Окружена на севере, юге и востоке обширным лесным массивом и несколькими прудами. На западе от деревни находится селение Нойоппиц, не имеющее самостоятельного статуса населённого пункта и входящее в административные границы Оппица. Через деревню проходит автомобильная дорога S 101.
Соседние населённые пункты: на севере — деревня Германецы коммуны Лоза, на северо-востоке — деревня Липич коммуны Радибор, на востоке — деревня Минакал коммуны Радибор, на юго-востоке — деревня Дробы коммуны Радибор и на западе — селение Нойоппиц.

## История
Деревня имеет древнеславянскую круговую форму построения домов с площадью в центре. Впервые упоминается в 1353 году под наименованием Obczow.
С 1994 года входит в современную коммуну Кёнигсварта.
В настоящее время деревня входит в состав культурно-территориальной автономии «Лужицкая поселенческая область», на территории которой действуют законодательные акты земель Саксонии и Бранденбурга, содействующие сохранению лужицких языков и культуры лужичан.
Исторические немецкие наименования
- Obczow, 1353
- Oppetz, 1400
- Opitz, 1612

## Население
Официальным языком в населённом пункте, помимо немецкого, является также верхнелужицкий язык.
Согласно статистическому сочинению «Dodawki k statisticy a etnografiji łužickich Serbow» Арношта Муки в 1884 году в деревне проживало 280 человек (из них — 251 серболужичанин (90 %)).
Лужицкий демограф Арношт Черник в своём сочинении «Die Entwicklung der sorbischen Bevölkerung» указывает, что в 1956 году при общей численности в 324 человека серболужицкое население деревни составляло 74,7 % (из них верхнелужицким языком владели 191 взрослый и 51 несовершеннолетний).
| 1834 | 1871 | 1890 | 1910 | 1925 | 1939 | 1946 | 1950 | 1964 | 1990 |
| ---- | ---- | ---- | ---- | ---- | ---- | ---- | ---- | ---- | ---- |
| 280  | 313  | 230  | 310  | 306  | 320  | 385  | 362  | 286  | 237  |